# Julien Lebas
Julien Lebas (ur. 9 czerwca 1924 w Saint-Lô, zm. 25 listopada 2021 tamże) – francuski lekkoatleta, sprinter, wicemistrz Europy z 1946.
Zdobył srebrny medal w sztafecie 4 × 100 metrów na mistrzostwach Europy w 1946 w Oslo. Sztafeta francuska biegła w składzie: Agathon Lepève, Lebas, Pierre Gonon i René Valmy. Lebas zajął również 5. miejsce w biegu na 200 metrów.
Odpadł w ćwierćfinale biegu na 200 metrów na igrzyskach olimpijskich w 1948 w Londynie, a francuska sztafeta 4 × 100 metrów z jego udziałem nie ukończyła biegu eliminacyjnego.
Był mistrzem Francji w biegu na 100 metrów w 1946 i 1948 oraz w biegu na 200 metrów w 1948, wicemistrzem w biegu na 200 metrów w 1945, a także brązowym medalistą w biegu na 100 metrów w 1945 i w biegu na 200 metrów w 1946.
Ustanowił rekord Francji w sztafecie 4 × 200 metrów czasem 1:29,1 w 1946.
Rekordy życiowe:
- bieg na 100 metrów – 10,8 s (1948)
- bieg na 200 metrów – 22,0 s (1946)